# チェッリオーネ
チェッリオーネ（伊: Cerrione）は、イタリア共和国ピエモンテ州ビエッラ県にある、人口約2,900人の基礎自治体（コムーネ）。

## 地理

### 位置・広がり
| 隣接するコムーネは以下の通り。 - ボッリアーナ - マニャーノ - ロッポロ - サルッソーラ - サンディリアーノ - ヴェッローネ - ジモーネ - ズビエーナ |